# Sebastian Schmidt (Basketballfunktionär)

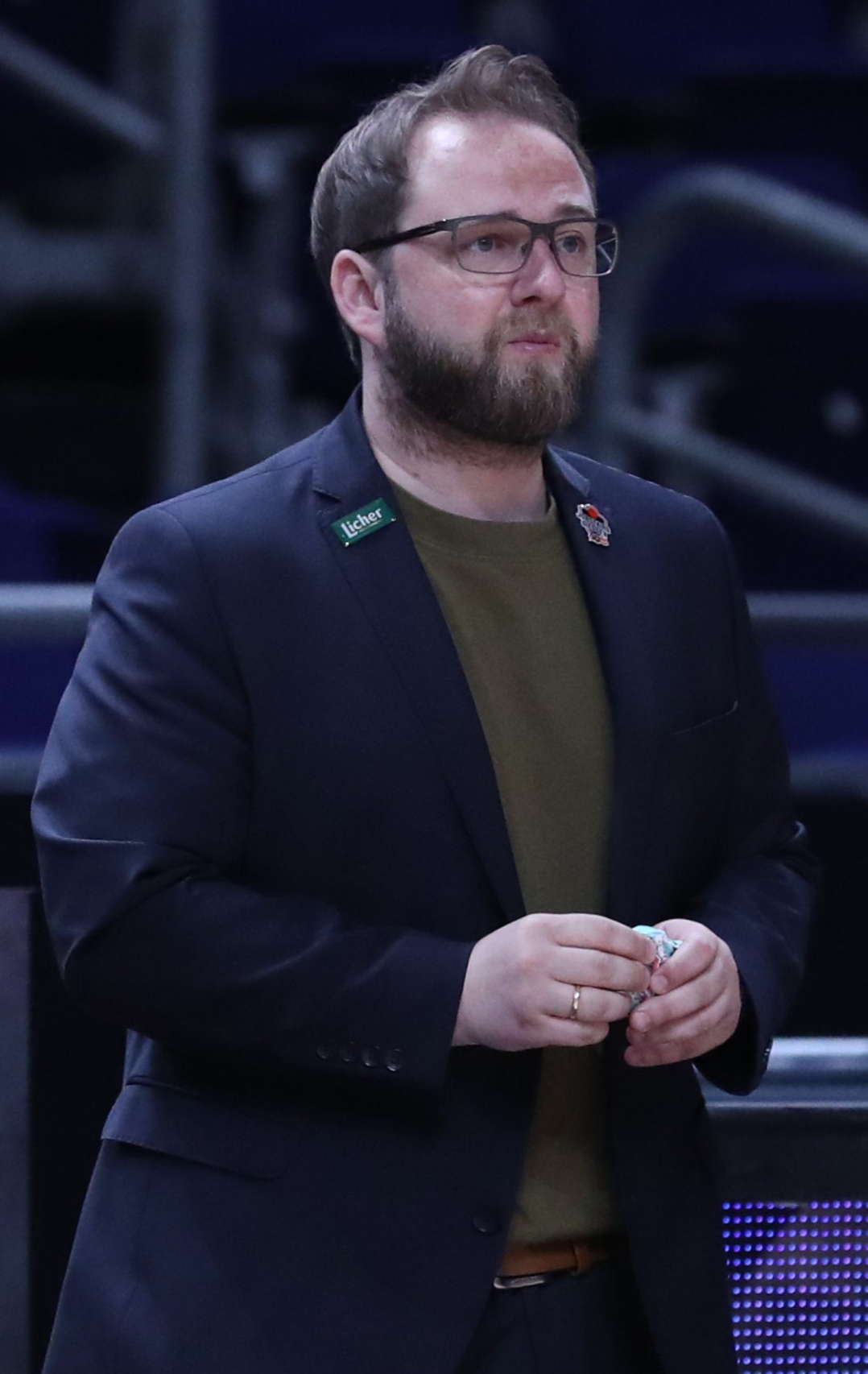
Sebastian Schmidt (2022)

David Sebastian Schmidt (* 1986 in Bad Honnef) ist ein deutscher Sportfunktionär.

## Laufbahn
Schmidt bestand 2005 sein Abitur am Gymnasium Schloss Hagerhof und war danach im Rahmen eines Freiwilligen Sozialen Jahres im Nachwuchsbereich des Rhöndorfer TV 1912 als Übungsleiter tätig. Von 2008 bis 2011 bekleidete er bei den Dragons Rhöndorf das Manageramt, während er gleichzeitig eine Lehre als Veranstaltungskaufmann absolvierte. Schmidt stieg bei der Rhöndorfer Mannschaft zum Generalbevollmächtigten auf, von 2012 bis 2014 hatte er die Ämter als Geschäftsführer der Dragons Rhöndorf sowie des Rhöndorfer TV 1912 inne.
Im Mai 2015 wechselte er als Geschäftsführer zum Volleyballverein VfB Friedrichshafen und blieb dort bis zum 30. September 2017. Zum 1. Oktober 2017 trat er beim Basketball-Bundesligisten Basketball Löwen Braunschweig das Amt des Geschäftsführers an. Im März 2019 wurde sein Vertrag bei den Niedersachsen bis zum 30. Juni 2022 verlängert. Im Anschluss an die Saison 2019/20 kam es zwischen Schmidt und den Braunschweigern vorzeitig zur Trennung. Am 1. April 2021 trat sein mit dem Westdeutschen Basketball-Verband geschlossener Vertrag als Geschäftsführer des Verbands in Kraft, wurde aber im selben Monat wieder aufgelöst und Schmidt als neuer Geschäftsführer sowie Sportdirektor des Bundesligisten Gießen 46ers mit Dienstbeginn am 1. Juni 2021 vorgestellt. 2022 stiegen die Mittelhessen aus der Bundesliga ab. Mitte Dezember 2022 wurde der Vertrag zwischen Schmidt und den Gießenern aufgelöst, nachdem er seiner Arbeit seit Ende September 2022 wegen einer Krankschreibung nicht nachgehen konnte. Ab Oktober 2023 war er als Geschäftsführer eines in Köln ansässigen Betreibers einer Privatschule tätig.
Schmidt wurde im August 2024 Geschäftsführer des Hamburger Vereins Harvestehuder THC.